# Mariela Idivuoma
Ann Mariela Idivuoma, född 12 februari 1976 i Vittangi församling i Norrbottens län, är en svensk-samisk frilansjournalist Idivuoma är redaktionschef på NRK Sápmi i Tromsö och har tidigare arbetat bland annat som programledare för Sveriges Televisions samiska nyhetsprogram Ođđasat. Hon har lett minoritetsspråkens melodifestival Liet-Lávlut två gånger, 2006 tillsammans med Sofia Jannok och 2008 tillsammans med Rolf Digervall. 
Idivuoma lever tillsammans med den tidigare skidåkaren Håvard Klemetsen, med vilken hon har två barn. Paret är bosatt i Tromsö.

## Utmärkelser
- 2009: Samiska journalistpriset för serien Det nya vädrets offer (tillsammans med Samuel Idivuoma)[8]